# 1214
| 1214               |
| ------------------ |
| Dødsfald - Fødsler |
|                    |

| Gregoriansk kalender | 1214 MCCXIV             |
| Ab urbe condita      | 1967                    |
| Armensk kalender     | 663 ԹՎ ՈԿԳ              |
| Kinesiske kalender   | 3910 – 3911 癸酉 – 甲戌 |
| Etiopisk kalender    | 1206 – 1207             |
| Jødisk kalender      | 4974 – 4975             |
| Hindukalendere       |                         |
| - Vikram Samvat      | 1269 – 1270             |
| - Shaka Samvat       | 1136 – 1137             |
| - Kali Yuga          | 4315 – 4316             |
| Iransk kalender      | 592 – 593               |
| Islamisk kalender    | 611 – 612               |

Regent i Danmark: Valdemar Sejr 1202-1241, medkonge fra 1232 Erik Plovpenning
Se også 1214 (tal)

## Begivenheder
- 27. juli - Ved slaget ved Bouvines overvinder Filip 2. August af Frankrig en kombineret engelsk-tysk-flamsk hær.

## Født
- 25. april - Ludvig 9. af Frankrig, den eneste til at blive kanoniseret (død 25. august 1270).